# Danton (1931)
Danton ist ein deutscher Spielfilm von Hans Behrendt aus dem Jahre 1931.

## Handlung
Der Film spielt in Frankreich zur Zeit der Französischen Revolution. Unter den Revolutionären wird diskutiert, was mit König Ludwig XVI. geschehen soll. Die Gruppe um Georges Danton plädiert für die Hinrichtung. Dem König wird der Prozess gemacht und er wird hingerichtet. Es folgen weitere Prozesse gegen Adelige und massenhaft werden Todesurteile ausgesprochen. Als Danton ein Gefängnis besucht, verliebt er sich in die gefangene Louise Gély. Jetzt gerät Danton in Konflikt zu seinem Gegenspieler Robespierre. Robespierre gelingt es, auch Danton auf die Anklagebank zu bringen und der einstige Mitstreiter Danton wird ebenfalls zum Tode verurteilt und unter der Guillotine hingerichtet.

## Hintergrund
Der Film erlebte seine Uraufführung am 21. Januar 1931 in Berlin.

## Kritiken
„Als zeitbezogenes Bekenntnis zur bedrohten Weimarer Republik und Absage an die Gewalt verstandener früher deutscher Tonfilm um den Kampf des französischen Revolutionärs Danton und seines Gegenspielers Robespierre. Von der Leistung der beiden Schauspielerpersönlichkeiten Kortner und Gründgens geprägt.“

„Keine Piscator-Bühne, kein großes Schauspielhaus kann diesen Massen-Eindruck in seiner Totalstärke geben. Die Kamera reißt da Vergangenheit zu Gegenwart. Zweimal diese gipfelnden Augenblicke, zweimal Danton-Zitate Kortners mit Republik-Appell, Vaterlands- und Freiheitsruf, zweimal ein ungeheuer von Volksbeifall getragenes Echo. Eine Geräusch- und Schrei-Eroica, aus der sich die Hymne der Revolution reckt.“

„Fritz Kortners Danton ist eine schauspielerische Leistung, wie sie uns der große Künstler lange nicht schenkte. Ist er in den Begegnungen mit Louise Gély spröde, so ist er in den Augenblicken vor dem Tribunal von einer Gewalt und erschütternden Größe, die zutiefst packen.“